# Kašpar IV. Šlik
Kašpar IV. Šlik z Pasounu a Holíče (německy Caspar nebo Kaspar IV. Schlik von Passaun-Weisskirchen, † 1588) byl český šlechtic z ostrovské linie rodu Šliků, hrabě z Pasounu (Bassano del Grappa v Itálii) a Holíče (Weiskirchen) na Slovensku.

## Život
Narodil se jako syn hraběte Šebestiána Šlika a jeho první manželky Uršuly z Vartenberka, nebo možná z druhého manželství se Sybilou.
Kašpar vstoupil do armády a účastnil se bojů v Polsku, kde roku 1588 v boji zemřel.